# Корниенко, Нина Григорьевна
Нина Григорьевна Корниенко (род. 11 января 1943, Соликамск) — советская и российская актриса театра и кино, заслуженная артистка РСФСР (1982).

## Биография
Родилась 11 января 1943 года в Соликамске.
Окончила Школу-студию МХАТа в 1969 году, была принята в труппу Театра сатиры, где играет по сегодняшний день.[какой?] В начале творческой карьеры ярко воплощала роли героинь классического театра в амплуа субретки, таковы её Сюзанна в «Женитьбе Фигаро» и Дорина в «Тартюфе».
Одной из особенно запомнившихся театральных работ Нины Корниенко стала роль Каролы Иштванфи в спектакле «Проснись и пой!», включавшая не только вокально-танцевальные номера, но также акробатические этюды и элементы гимнастики.
Со временем проявила себя как острохарактерная, трагико-комическая актриса.
Снималась в кино. Самым известным фильмом был «Место встречи изменить нельзя» режиссёра Станислава Говорухина, где у актрисы была небольшая, но запоминающаяся роль Шуры, простой женщины, замученной трудной послевоенной жизнью. Чаще её приглашали на роли в телеспектаклях, нередко совпадающих с театральным репертуаром.

## Личная жизнь
Муж — телеоператор Лев Исаакович Стрельцин (1934-2015)
Дочь — актриса Александра Стрельцина (род. 1983)

## Творчество

### Роли в театре
1. 1969 — «Безумный день, или Женитьба Фигаро» П. Бомарше — Сюзанна
2. 1969 — «Балаганчик дона Кристобаля» Ф. Г. Лорки — мать донны Роситы
3. 1970 — «Проснись и пой» М. Дьярфаша — Карола
4. 1970 — «У времени в плену» Александра Штейна — Ольга
5. 1972 — «Ревизор» Н. Гоголя — Февронья Петровна Пошлёпкина
6. 1976 — «Горе от ума» А. Грибоедова — Софья Павловна
7. 1977 — «Тартюф» Мольера, постановка Антуана Витеза — Дорина
8. 1977 — «Бег» М. Булгакова — Люська
9. 1979 — «Мы, нижеподписавшиеся» А. Гельмана — Алла Ивановна Шиндина
10. 1980 — «Трёхгрошовая опера» Б. Брехта — Полли Пичем, позднее Селия Пичем
11. 1989 — «Трибунал» В. Войновича — Зелёная
12. 1993 — ««Молодость короля Людовика XIV» А. Дюма — Анна Австрийская
13. 2001 — «Андрюша»
14. 2002 — «Игра» (по пьесе А. Сухово-Кобылина «Свадьба Кречинского»), реж. Михаил Козаков — Атуева
15. 2005 — «Хомо Эректус» Ю. Полякова — Ирина Марковна
16. 2008 — «Хозяйка гостиницы» К. Гольдони — Ортензия
17. 2011 — «Здравствуйте! Это Я! Андрюше-70!»
18. 2013 — «Незабываемые знакомства», по пьесам Н. Садур «Ехай» и Э. Олби «Что случилось в зоопарке», реж. Сергей Надточиев — Бабка в сапожках, Дама с зонтиком
19. 2018 — «Где мы?!…» Родиона Овчинникова, Реж.: Родион Овчинников (7 февраля 2018 — премьера) — третья мать
20. 2023 — «Староновогодний кабачок. Праздничная феерия в специальной шоу-программе от Театра Сатиры» — режиссёр: Антон Буглак; руководители постановки: Антон Буглак, Сергей Землянский, Илья Малаков, Карина Муса (12 января и 13 января 2023 — всего два спектакля)

### Роли в кино
1. 1964 — Женский монастырь
2. 1970 — Городской романс — Лена, любовница Жени
3. 1970 — Впереди день — Нина
4. 1972 — Чудак из пятого «Б» — мама Бори Збандуто
5. 1973 — Безумный день, или Женитьба Фигаро  — Сюзанна
6. 1974 — Свадьба как свадьба — Рита, дочь Капы
7. 1974 — Проснись и пой! — Карола
8. 1974 — Бенефис Веры Васильевой
9. 1975 — Возвращение — Эмеренция
10. 1976 — Пощёчина — Соня
11. 1979 — Место встречи изменить нельзя — Шура, соседка Шарапова
12. 1980 — Назначение — Любовь Владимировна Никулина
13. 1982 — Ревизор — Пошлёпкина
14. 1992 — Московские красавицы — мать Марии
15. 2002 — Секретарши — секретарша с письмом
16. 2004 — Дорогая Маша Березина — уборщица
17. 2007 — Королёв. Главный Конструктор — Лебедева
18. 2008 — Шальной ангел — Маргарита Тихоновна Токарская
19. 2011 — Тихая застава — Ольга Николаевна, учительница
20. 2011 — Хозяйка гостиницы — Ортензия
21. 2011 — Бежать — Комарова Валентина Архиповна, свидетельница убийства
22. 2014 — Соблазн — Софья
23. 2016 — Закрой глаза — бабушка Нина
24. 2021 — Склифосовский 9 — бабушка

### Озвучивание мультфильмов
- 1984 — Ночной цветок — лиса
- 1986 — Кто?
- 1987 — Мартынко — царевна Раиска

## Награды
- Заслуженная артистка РСФСР (1982)
- Премия «Фигаро» (2025)[5]